# Denní světlo (film)
Denní světlo (v anglickém originále Daylight) je americký filmový thriller z roku 1996. Režisérem filmu je Rob Cohen. Hlavní role ve filmu ztvárnili Sylvester Stallone, Amy Brenneman, Viggo Mortensen, Dan Hedaya a Stan Shaw.

## Děj
V severní části státu New York jsou na nákladní vozy naloženy sudy s těkavým toxickým odpadem, který má být ilegálně zlikvidován v New Jersey. Kamiony vjedou do tunelu pod řekou Hudson společně s dalšími cestujícími, včetně začínající dramatičky Maddy Thompsonové, autobusu s mladistvými delikventy, rodiny na dovolené, staršího páru se psem a slavného sportovce Roye Norda. Zároveň vjíždí do tunelu gang zlodějů, pronásledovaný policií. Po ztrátě kontroly nad vozidlem gang narazí do jednoho z nákladních vozů s odpadem, což vyvolá obrovský výbuch, uzavře tunel a naplní jej toxickými výpary, přičemž desítky lidí zahynou.
Bývalý šéf záchranné služby Kit Latura, nyní taxikář, je poblíž nehody a okamžitě spěchá na pomoc. Když se setká se svými bývalými kolegy, navrhne záměrně zřícení části stropu, aby ochránili přeživší před plynem. Velitel zásahu návrh odmítá a brzy umírá při dalším kolapsu tunelu. Kit se rozhodne dostat dovnitř ventilačním systémem, čímž riskuje vlastní život.
Uvnitř přeživší následují Norda, který tvrdí, že se mohou zachránit únikovým tunelem. Kit varuje, že průchod je nestabilní, ale Nord jeho varování ignoruje. Tunel se zřítí a Nord i několik dalších zahynou. Kit se pokusí zabránit zaplavení odpálením výbušniny, ale voda dál stoupá.
Když policista George Tyrell utrpí vážné zranění, Kit navrhuje přesunout skupinu do starých ubytovacích prostor ze stavby tunelu. Tam se jim podaří dostat, ale George zůstává pozadu a věnuje Kitovi náramek pro svou přítelkyni Grace. Starší žena Eleanor, která se trápí kvůli ztracenému psu Cooperovi, zemře na podchlazení ale její manžel Roger je přesvědčen, aby pokračoval.
Při přesunu ke starému schodišti Kit zahlédne Coopera ve vodě a vrhne se za ním. Zachrání ho, ale při pádu části schodiště se ocitne pod vodou spolu s Maddy. Zbytek skupiny uniká kanalizačním poklopem, zatímco Kit a Maddy zůstávají uvězněni v zatopené části tunelu.
Kit a Maddy hledají únikovou cestu, dokud Kit nepochopí, že jediná možnost je odpálit další nálož a prorazit strop tunelu. Výbuch je vymrští k hladině, ale Kit se zasekne v bahně. Maddy se k němu vrátí a společně se dostanou na hladinu, kde je najde záchranný člun. Kit na nosítkách předá Grace Georgeův náramek a Maddy trvá na tom, že pojede s ním sanitkou. Kit souhlasí a s úsměvem poznamená: „Příště radši přes most.“

## Ocenění
Film byl nominován na Oscara a to v kategorii nejlepší efekty a střih efektů.

## Obsazení
| Sylvester Stallone    | Kit Latura        |
| Amy Brenneman         | Madelyne Thompson |
| Viggo Mortensen       | Roy Nord          |
| Dan Hedaya            | Frank Craft       |
| Stan Shaw             | George Tyrell     |
| Jay O. Sanders        | Steven Crighton   |
| Karen Young           | Sarah Crighton    |
| Danielle Harris       | Ashley Crighton   |
| Colin Fox             | Roger Trilling    |
| Claire Bloom          | Eleanor Trilling  |
| Vanessa Bell Calloway | Grace Calloway    |
| Sage Stallone         | Vincent           |
| Renoly Santiago       | Mikey             |
| Trina McGee           | LaTonya           |